# Христофор Колумб (аниме)
«Христофор Колумб» (яп. 冒険者－THE MAN WAS FROM SPAIN－ бо:кэнся －THE MAN WAS FROM SPAIN－, букв. «Искатель приключений -Человек из Испании-») — японский аниме-сериал, выпущенный студией Nippon Animation совместно с итальянской Mondo TV. Сюжет основывается на биографии известного мореплавателя-первооткрывателя Христофора Колумба. Премьерный показ сериала состоялся с августа по октябрь 1992 года на итальянском канале Canale 5.
Аниме было снято к 500-летию открытия Америки.
Оригинальное название аниме содержит подзаголовок, который переводится как «Человек из Испании» (англ. The Man was from Spain) или «Он пришел из Испании» (англ. He Came from Spain). Авторы The Anime Encyclopedia полагают, что название должно указывать на место отправления экспедиции Колумба, так как вопрос о национальности путешественника является предметом споров между историками и многие указывают, что он родом из Генуи, современная Италия.

## Сюжет
Сюжет произведения в первую очередь сосредоточен на подготовке известной экспедиции Христофора Колумба и его поиске денег на ее снаряжение. У главного героя, Христофора Колумба, есть мечта отыскать другой путь в Индию, плывя с другой стороны, так как Земля круглая. Но много трудностей его ожидают на этом пути: неприятие его точки зрения, болезни, войны, инквизиция.

## Список персонажей
- Симада Бин — Христофор Колумб
- Морикава Тосиюки — Христофор Колумб (в юности)
- Иидзука Сёдзо — Джованни
- Мацуи Наоко — Филиппа
- Сугавара Масаси — Король Фердинанд
- Мидзутани Юко — Беатрикс

## История трансляций
Аниме было снято еще в 1991 году, но премьерный показ сериала состоялся с августа по октябрь 1992 года на итальянском канале Canale 5. Несмотря на совместное производство японских и итальянских аниматоров в Японии сериал был впервые показан лишь спустя 10 лет после создания — в 2002—2003 годах на канале NHK BS2. 23 ноября 2013 года итальянская компания Mondo TV выложила все серии сериала на итальянском языке на YouTube для свободного просмотра под названием Cristoforo Colombo, l’uomo del nuovo mondo!
Кроме того, аниме транслировалось в России под названием «Христофор Колумб» и Польше — Krzysztof Kolumb.